# Сандюк Юрій Іванович
Сандю́к Ю́рій Іва́нович (нар. 2 січня 1947, Ліндов, Бранденбург, Німеччина — пом. 3 грудня 2021, Миколаїв, Україна) — радянський та український державний діяч, перший міський голова Миколаєва, що обіймав цю посаду з 29 січня 1991 року по листопад 1994. 

## Біографія
Народився 2 січня 1947 року у місті Ліндов в Німеччині, де на той час проходив військову службу його батько — кадровий офіцер, учасник Другої світової війни. У зв'язку з неодноразовим переведенням батька на нове місце несення служби проживав та навчався навчався у Первомайську Миколаївської області та у Петропавловськ-Камчатському. У 1961 року оселився в Миколаєві.
У 1965 році закінчив Миколаївський суднобудівний технікум за спеціальністю «Судові машини та механізми» та отримав кваліфікацію техніка-судномеханіка, а у 1971 — вечірнє відділення Миколаївського кораблебудівного інституту імені адмірала С. І. Макарова.
Трудову діяльність розпочав ще у період навчання: у 1964—1965 роках працював трубозгинальником та слюсарем-монтажником на Чорноморському суднобудівному заводі, а з 1965 (по закінченні технікуму) до 1970 року — креслярем-конструктором, техніком-конструктором та старшим у проектно-конструкторському бюро (ПКБ) «Прогрес».
З 1970 по 1980 — на комсомольській, а з 1980 по 1985 — на партійній роботі.
У 1985—1986 роках обіймав посаду голови виконавчого комітету Миколаївської міської Ради народних депутатів та головою міської планової комісії, а у 1987—1990 роках очолював Заводський район міста Миколаєва, обіймаючи посаду голови виконкому відповідної районної Ради народних депутатів.
27 квітня 1990 року за рішенням депутатського корпусу, прийнятого шляхом голосування на альтернативній основі, став головою Миколаївської міської Ради народних депутатів, а рішенням від 29 січня 1991 року депутатами знову обраний очільником міста.
Після передачі поста міського голови у 1994 році працював директором Миколаївського обласного центру зайнятості населення (1994—2001), пізніше — знову в системі управління містом, обіймаючи посади начальника управління житлово-комунального господарства (2001—2002), начальника управління організаційно-контрольної роботи та юридичного забезпечення міськвиконкому (2002—2004) і радника міського голови (2004—2005).
Помер 3 грудня 2021 року у Миколаєві, про причини смерті не повідомлялося. Похований на центральному міському кладовищі в Миколаєві на центральній алеї в секторі для почесних городян.